# Пльонхоти
Пльонхоти (пол. Pląchoty, нім. Friedeck) — село в Польщі, у гміні Ґолюб-Добжинь Ґолюбсько-Добжинського повіту Куявсько-Поморського воєводства.
Населення — 145 осіб (2011).
У 1975-1998 роках село належало до Торунського воєводства.

## Демографія
Демографічна структура станом на 31 березня 2011 року:
|          | Загалом | Допрацездатний вік | Працездатний вік | Постпрацездатний вік |
| -------- | ------- | ------------------ | ---------------- | -------------------- |
| Чоловіки | 74      | 16                 | 54               | 4                    |
| Жінки    | 71      | 14                 | 43               | 14                   |
| Разом    | 145     | 30                 | 97               | 18                   |